# Raión de Agstafa
Agstafa (en azerí: Ağstafa) es uno de los cincuenta y nueve rayones en los que subdivide políticamente la República de Azerbaiyán. La ciudad capital es la ciudad homónima.

## Territorio y Población
Posee una superficie de 1504 kilómetros cuadrados, los cuales son el hogar de una población compuesta por unas 75 614 personas. Por ende, la densidad poblacional se eleva a la cifra de los cincuenta habitantes por cada kilómetro cuadrado de este raión.